# Santa Ana de Pusa
Santa Ana de Pusa és un municipi de la província de Toledo, a la comunitat autònoma de Castella la Manxa.